# Wolfs
Wolfs är en amerikansk thrillerfilm från år 2024. Filmen är regisserad av Jon Watts, som även skrivit filmmanus.
Filmen premiärvisades på Filmfestivalen i Venedig i september 2024, och hade biopremiär på utvalda biografer i USA den 20 september samma år, innan den släpptes på Apple TV+ den 27 september 2024.

## Handling
Filmerna kretsar kring två ensamvargar som båda jobbar som "fixare" och som blir anlitade för samma uppdrag.

## Rollista (i urval)
- George Clooney
- Brad Pitt
- Amy Ryan
- Austin Abrams
- Poorna Jagannathan